# حرق القنصلية الإيرانية في النجف
حرق القنصلية الإيرانية في النجف هو هجوم حدث في 27 نوفمبر 2019، على البعثة الدبلوماسية الإيرانية في النجف المحافظة العراقية المُقدّسة الموصوفة بأنها «عاصمة التشيّع في العالم»، قاد الهجوم متظاهرون عراقيون غاضبون تنديدًا بالتدخلات العسكرية والسياسية الإيرانية في العراق، نتج عنه حرق كامل مبنى القنصلية وإنزال علم إيران ورفع علم العراق بدلًا عنه. وكانت وكالة الأنباء الإيرانية قد كشفت أن موظفي القنصلية، كان قد «تم إجلاؤهم من المبنى قبل اقتحامه بقليل»، مضيفة أنهم «سالمون وبخير»، وسرعان ما ندّدت الحكومة الإيرانية بالهجوم، ووصفته بأنّه تم من قبل «مُندسين وعملاء للخارج» وذلك على لسان السفير الإيراني «إيرج مسجدي» في بغداد، بينما ندَّدت الحكومة العراقية بالهجوم، مُعتبرة إياه «لا يمثل وجهة نظر رسمية»، على حدِّ ما جاء في بيان الخارجية العراقية. أُعيد تكرار الهجوم وحرق القنصلية للمرة الثانية والثالثة على التوالي في ظرف أيام، وذلك في 1 كانون الأول و3 كانون الأول 2019، إثر مجزرة الناصرية وعمليات القتل الممنهجة التي استهدفت المتظاهرين في النجف في الأيام التي تلت حادثة الحرق الأولى.

## مكان
تقع البعثة الدبلوماسية الإيرانية في النجف، وهي المحافظة العراقية المُقدّسة الموصوفة بأنها «عاصمة التشيّع في العام» و «قلب العالم الإسلامي الشيعي» إذ تحتضن مرقد الإمام علي بن أبي طالب، ويبعد مبنى القنصلية مئات الأمتار عن الصحن الحيدري. والنجف هي معقل الحوزة العلمية في العالم، التي حاولت الجمهورية الإسلامية في إيران حسب المراقبين تهميشها على حساب حوزة قم في قلب إيران.

## أحداث
حسب تقارير أمنية وأخرى أصدرها الدفاع المدني فقد أقتحم محتجون عراقيون القنصلية الإيرانية في النجف، وحسب المصادر فقد اجلي موظفي القنصلية قبل الحادث. وذكرت وسائل إعلام رسمية أن السلطات العراقية أعلنت حظر التجوال بعد وقت قصير من الهجوم. وقالت الشرطة ومصادر الدفاع المدني إن المحتجين دخلوا مبنى القنصلية في وقت متأخر من يوم الأربعاء 27 تشرين الثاني 2019، وأضرموا النار في المبنى برمته. وسرعان ما تسابقت الأحداث إثر ذلك، فحدثت مجزرة الناصرية في محافظة ذي قار، وقُتِل 12 متظاهرًا في مدينة النجف ذاتها.

## رد إيران
كانت وكالة الأنباء الايرانية قد كشفت أن موظفي القنصلية، كان قد «تم إجلاؤهم من المبنى قبل اقتحامه بقليل»، مضيفة أنهم «سالمون وبخير»، وسرعان ما ندّدت الحكومة الإيرانية بالهجوم، ووصفته بأنّه تم من قبل «مُندسين وعملاء للخارج» وذلك على لسان السفير الإيراني «إيرج مسجدي» في بغداد، هذا ووصف حسين شريعتمداري ممثل المرشد الإيراني علي خامنئي ورئيس تحرير صحيفة كيهان المحافظة الإيرانية، المُتظاهرين العراقيين بأنهم من «الأوباش المأجورين»، قائلًا أن إضرام النار بمبنى القنصلية في النجف يهدف إلى «إضعاف محور المقاومة»، مُطالبًا الحشد الشعبي «باقتلاع جذور المتظاهرين» على حدِّ تعبيره.

## رد العراق
ندَّدت الحكومة العراقية بالهجوم، مُعتبرة إياه «لا يمثل وجهة نظر رسمية»، على حدِّ ما جاء في بيان الخارجية العراقية.

## مقالات ذات صلة
- الاحتجاجات العراقية 2019
- مجزرة الناصرية
- مجزرة السنك والخلاني
- مجزرة ساحة الصدرين
- حرق القنصلية الإيرانية في كربلاء